# Yellowcard

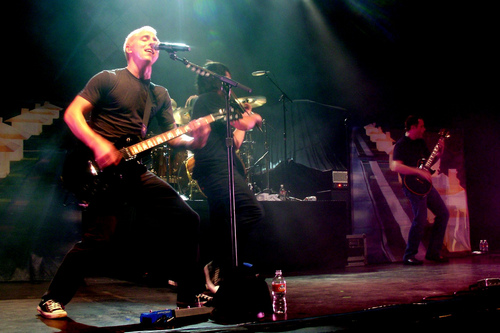
Yellowcard på turné oktober 2007 med deras album Paper Walls.

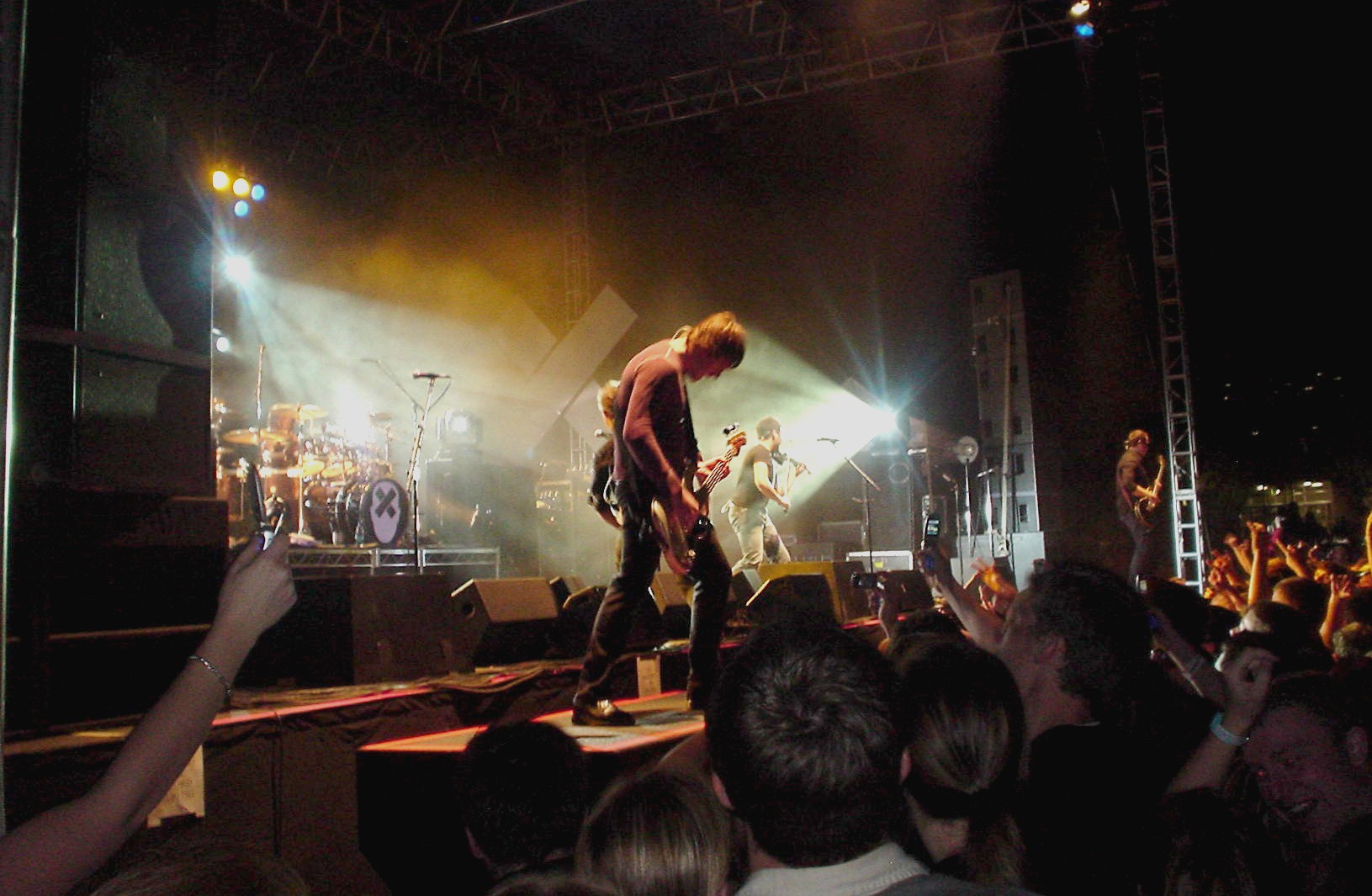
Yellowcard i Salt Lake City, Utah. (April 2006).

Yellowcard (ibland skrivet YC) är ett amerikanskt poppunkband från Jacksonville, Florida bildat 1997. Deras genombrott kom med albumet Ocean Avenue. Singlar som Way Away, Only One och titelspåret gjorde att det fiol-punk-baserade bandet fick stjärnstatus bland ungdomar världen över. 2006 släpptes deras skiva Lights & Sounds. Ben Harper, den förre gitarristen i Yellowcard hoppade av efter succén med Ocean Avenue och ersattes av Ryan Mendez. Gruppen fick ett nytt stadigt rock-sound. Sommaren 2007 släpptes albumet Paper Walls. I april 2008 blev det officiellt att bandet skulle ta en paus. Det skulle dröja till oktober 2010 innan Yellowcard gick in i studion igen. 
De har även gjort ett soundtrack till Spiderman 2, Gifts and Curses.
2016 släpptes självbetitlade album som skulle bli bandets sista. De splittrades året därpå. Bandet återförenades i september 2022 inför en spelning på Riot Fest och gav sig därefter ut på turné för att fira studioalbumet Ocean Avenues 20-årsjubileum. År 2023 släpptes EP:n Childhood Eyes. 

## Medlemmar
Senaste medlemmar
- Ryan Key – sång (1999–2017, 2022– ), rytmgitarr (1997, 2000–2017, 2022– ), piano (2010–2017)
- Sean Mackin – violin, sång (1997–2017, 2022–)
- Ryan Mendez – sologitarr, bakgrundssång (2005–2017, 2022– )
- Josh Portman – basgitarr (2012–2017, 2022– ; turnerande medlem 2007–2017)

Tidigare medlemmar
- Ben Dobson – sång (1997–1999)
- Todd Clary – rytmgitarr (1997–2000)
- Warren Cooke – basgitarr, bakgrundssång (1997–2002)
- Alex Lewis – basgitarr, bakgrundssång (2003–2004)
- Ben Harper – sologitarr (1997–2005)
- Peter Mosely – basgitarr, piano, bakgrundssång (2002–2003; 2004–2007)
- Sean O'Donnell – basgitarr, bakgrundssång (2010–2012)
- Longineu W. Parsons III – trummor, slagverk (1997–2014)

Turnerande medlemmar
- Jimmy Brunkvist - Trummor, slagverk (2016 - idag)
- Tucker Rule – trummor, slagverk (2014)
- Nate Young – trummor, slagverk (2014)

## Diskografi
Studioalbum
- Midget Tossing (1997)
- Where We Stand (1999)
- One for the Kids (2001)
- Ocean Avenue (2003)
- Lights and Sounds (2006)
- Paper Walls (2007)
- When You're Through Thinking, Say Yes (2011)
- Southern Air (2012)
- Ocean Avenue Acoustic (2013)
- Lift a Sail (2014)
- Yellowcard (2017)

Livealbum
- Beyond Ocean Avenue: Live at the Electric Factory (2004)
- Live From Las Vegas At The Palms (2008)

EP
- Still Standing (2000)
- The Underdog EP (2002)
- Deep Cuts (2009)
- Childhood Eyes (2023)

Singlar
- Way Away (2003) (från albumet Ocean Avenue)
- Ocean Avenue (2004) (från Ocean Avenue)
- Only One (2004) (från Ocean Avenue)
- Lights and Sounds (2005) (från Lights and Sounds)
- Rough Landing, Holly (2006) (från Lights and Sounds)
- Light Up The Sky (2007) (från Paper Walls)
- For You, and Your Denial (2011) (från When You're Through Thinking, Say Yes)
- Hang You Up (2011) (från When You're Through Thinking, Say Yes)
- Sing for Me (2011) (från When You're Through Thinking, Say Yes)
- Always Summer (2012) (från Southern Air)
- Here I Am Alive (2012) (från Southern Air)
- One Bedroom (2014) (från Lift a Sail)
- Make Me So (2014) (från Lift a Sail)
- The Deepest Well (2014) (från Lift a Sail)
- Rest In Peace (2016) (från Yellowcard)
- A Place We Set Afire (2017) (från Yellowcard)
- Childhood Eyes (2023) (Från Childhood Eyes)